# Virginie Hériot
Virginie Claire Désirée Marie Hériot (25 de julio de 1890-28 de agosto de 1932) fue una navegante y regatista francesa, medallista de oro en vela en los Juegos Olímpicos de Ámsterdam de 1928.
Contribuyó a la promoción del deporte de la vela y fue reconocida como «embajadora de la Marina francesa». Obtuvo el apodo poético de «dama del mar» y el reconocimiento de la Escuela Naval de Francia de la que se convirtió en madrina.

## Biografía
Virginie Hériot nació en Le Vésinet (Yvelines) el 25 de julio de 1890. Hija de Olympe Hériot, propietario de los Grandes Almacenes del Louvre, y de Cyprienne Dubernet. En 1904, con 14 años, se embarcó con su hermano Auguste y siete amigos de la familia en su primer crucero en el Ketoomba (que luego se llamaría el Salvador) y que era propiedad de su madre. De abril a junio recorrió el Mediterráneo y conoció al oficial de la Marina francesa y escritor Pierre Loti, que la recibió a bordo del crucero torpedero Vautour del que era comandante. Fue entonces cuando decidió convertirse en navegante. Otra leyenda indica que estando con sus padres a bordo del acorazado Formidable, invitados por el almirante Caillard, Virginie escribió: «Saben, más tarde ¡seré navegante!».
El 2 de mayo de 1910, en el castillo de La Boissière, propiedad de su madre, Virginie contrajo matrimonio con el vizconde François Marie Haincque de Saint-Senoch, que también era un apasionado del mar. Durante su luna de miel navegaron en el Salvador, el velero que habían recibido como regalo de bodas. 
En 1912 encargó la construcción de su primer barco de regatas, el Ailée I, con el que intentó sin éxito recuperar la Copa de Francia que llevaba en manos de los ingleses dos años.
El 5 de enero de 1913 nació su hijo Hubert. En junio de 1921 se separó de François de Saint-Senoch. A partir de esa fecha, Virginie se dedicó a navegar cada vez más y rara vez permanecía en su piso parisino. Tal y como ella decía: «Navegar es mejor que un deporte, es un deber».
En 1921 adquirió el Finlandia, un barco de vapor de 85 metros de eslora y 1492 toneladas. En 1923 lo sustituyó por una goleta de 45 metros de eslora y 400 toneladas, el Ailée II, donde solía pasar diez meses al año. También encargó la construcción de varios barcos de regata: el Aile (clase 8 metros) y el Petite Aile (clase 6 metros). En 1922, el Aile II fue derrotado en El Havre por el Bora, pero pronto comenzó a encadenar victorias. En 1928, a bordo del Aile VI, Virginie ganó la medalla de oro en los Juegos Olímpicos de Ámsterdam,  así como la Copa de Italia contra Holanda, Italia, Inglaterra, Estados Unidos, Suecia, Noruega y Argentina. En 1929 recuperó la Copa de Francia y ganó la Copa de Italia y la Copa del Rey de España. En 1931 ganó por 9 minutos y 40 segundos la regata contra el Sonia, una embarcación de tres mástiles, en el recorrido Ryde-El Havre-Ryde.
Como resultado de estas hazañas, Virginie Hériot fue nombrada caballero de la Legión de Honor francesa. El rey Alfonso XIII la visitó con su familia en la goleta Ailée II otorgándole la cruz del Mérito Naval en 1930. El poeta Rabindranath Tagore la apodó la «dama del mar».
Gracias a su fama y mediante las conferencias que impartía por todo el mundo, Virginie se dedicó a promover la navegación a vela francesa y a dar a conocer la calidad de los ingenieros y de los astilleros franceses. Se convirtió, en palabras del Ministro de la Marina, Georges Leygues, en una verdadera «embajadora de la Marina francesa». Asimismo, se dedicó a obras filantrópicas apoyando a clubs náuticos, como el Yacht Club de France, presidido en aquella época por Jean-Baptiste Charcot. Virginie Hériot recibió de manos del comandante Charcot el «Premio de los cruceros» el 22 de diciembre de 1931. Donó varios veleros «monotipos de Brest» a los alumnos de la Escuela Naval, que la nombraron su madrina.  Virginie Hériot publicó un Atlas de puertos con dibujos propios, así como dos colecciones de poemas: La poesie du large y Un âme à la mer. Fue gran amiga del navegante francés Alain Gerbault, quien la cita a menudo en su obra O. Z. Y. U. Dernier journal. En 1931 encargó en Cannes la construcción del Aile VIII e impartió numerosas conferencias en Europa, así como en Argelia y Marruecos bajo el patrocinio del Ministerio de Defensa. 
A principios de 1932 resultó gravemente herida durante un temporal mientras navegaba entre Venecia y Grecia, pero se negó a abandonar la competición. A finales de agosto, durante una regata en Arcachón, Virginie perdió el conocimiento a bordo del Aile VII pero aun así decidió tomar la salida. El 27 de agosto fue víctima de un síncope justo cuando cruzaba la línea de llegada. El 28 de agosto murió a bordo de su velero. Su funeral se celebró el 2 de septiembre en París, en la basílica de Sainte-Clotilde, en presencia de Georges Leygues y del mariscal Pétain.  Virginie Hériot deseaba que su cuerpo fuese sumergido en el mar en la costa de Bretaña, pero su madre decidió enterrarla en el panteón familiar en La Boissière-École.En 1948, su hijo Hubert cumplió su último deseo echando al mar su ataúd frente a la costa de Brest.
Durante su vida, Virginie Hériot donó varios de sus veleros a la Escuela Naval: Petite Aile II, Petite Aile III y Petite Aile V. Estos barcos participaron en las «Grandes regatas de Brest» durante la primavera de 1932. Después de su muerte, la goleta Ailée II también fue donada a la Escuela Naval.

## Copa Virginie Hériot

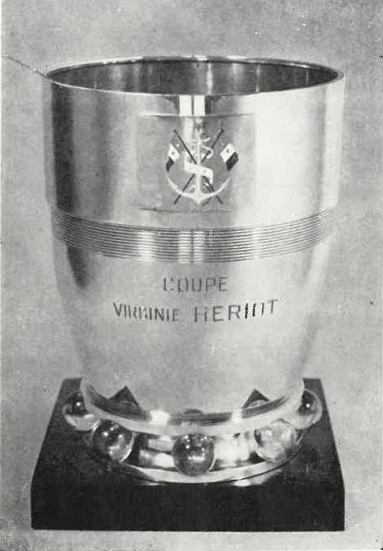
La copa Virginie Hériot.

En memoria de Virginie Hériot y de acuerdo con su deseo de fomentar la navegación a vela, el comité del Yacht Club de France decidió organizar una regata internacional denominada «Copa Virginie Hériot» para la clase Dragón. La Copa Virginie Hériot es el trofeo principal del Campeonato Europeo de la citada clase y se celebra todos los años.

## Palmarés

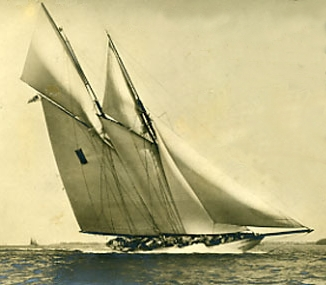
Ailée (antiguo Meteor IV), goleta adquirida por Virginie Hériot en 1923.

- 1924: Aile III - Copa de Oro de S. M. Alfonso XIII (Donostia-San Sebastián).
- 1925: Aile IV - Copa Rylard (Génova), Copa del Mediterráneo (Italia), Copa Cumberland (Ryde, Inglaterra), Campeona de Francia.
- 1925: Aile V - Copa de Copenhague (Dinamarca), Copa Porte (Elsinore, Dinamarca), Copa de los Extranjeros (Finlandia).
- 1927: Petite Aile II - Copa del Círculo de Vela de París, conocida como «One Ton Cup» (Ryde, Inglaterra).
- 1928: Aile VI - Campeona del mundo, medalla de oro en los Juegos Olímpicos de Ámsterdam (Países Bajos), Copa de Italia (Países Bajos), Copa Rylard (Génova).
- 1928: Petite Aile II - Premio de Honor (Deauville), Copa Clerc-Rampal, Premio de Honor (El Havre), Mejor Clasificación Copa Reina de España (Donostia-San Sebastián).
- 1929: Aile VI - Copa de Francia (Ryde, Inglaterra), Copa de Oro S. M. Alfonso XIII (Donostia-San Sebastián).
- 1930: Aile VI - Copa Macomber, Copa Thalassa.

## Publicaciones
- L'Aile I
- Quart de Nuit
- À bord du Finlandia
- La Seconde France, 1931
- Sur mer: impression et souvenirs

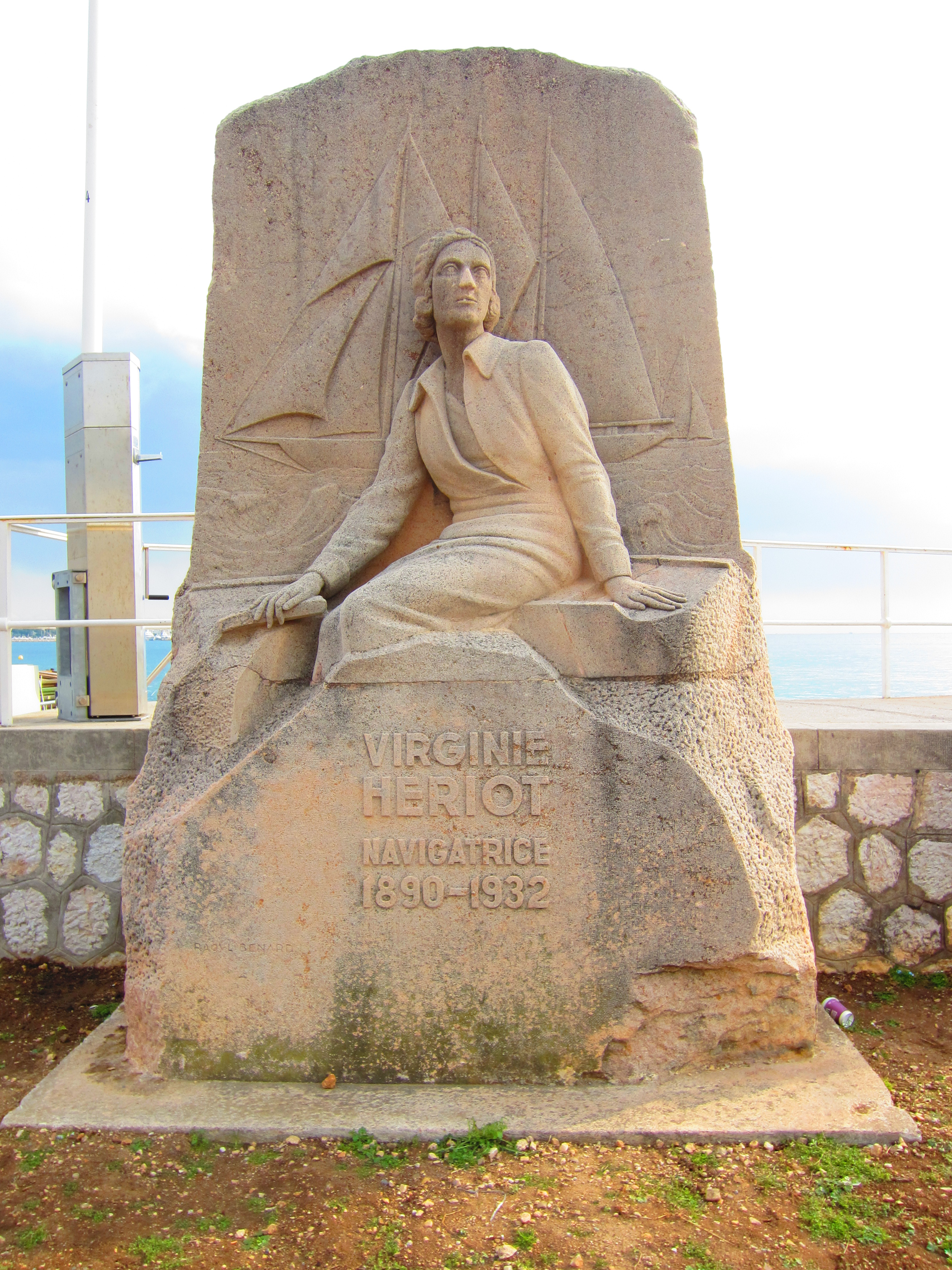
Estela con su imagen en el puerto de Cannes.

- Le Vaisseau Ailée, le bateau qui a des ailes, 1931
- Ailée s'en va, 1923-1927
- Service à la mer, 1932

- Goélette ailée, 1927, (poemas)
- Le Bateau de mon enfance, 1928, (poemas)
- Une âme à la mer, 1929. Prefacio de Alain Gerbault, premio de la Academia francesa en 1930

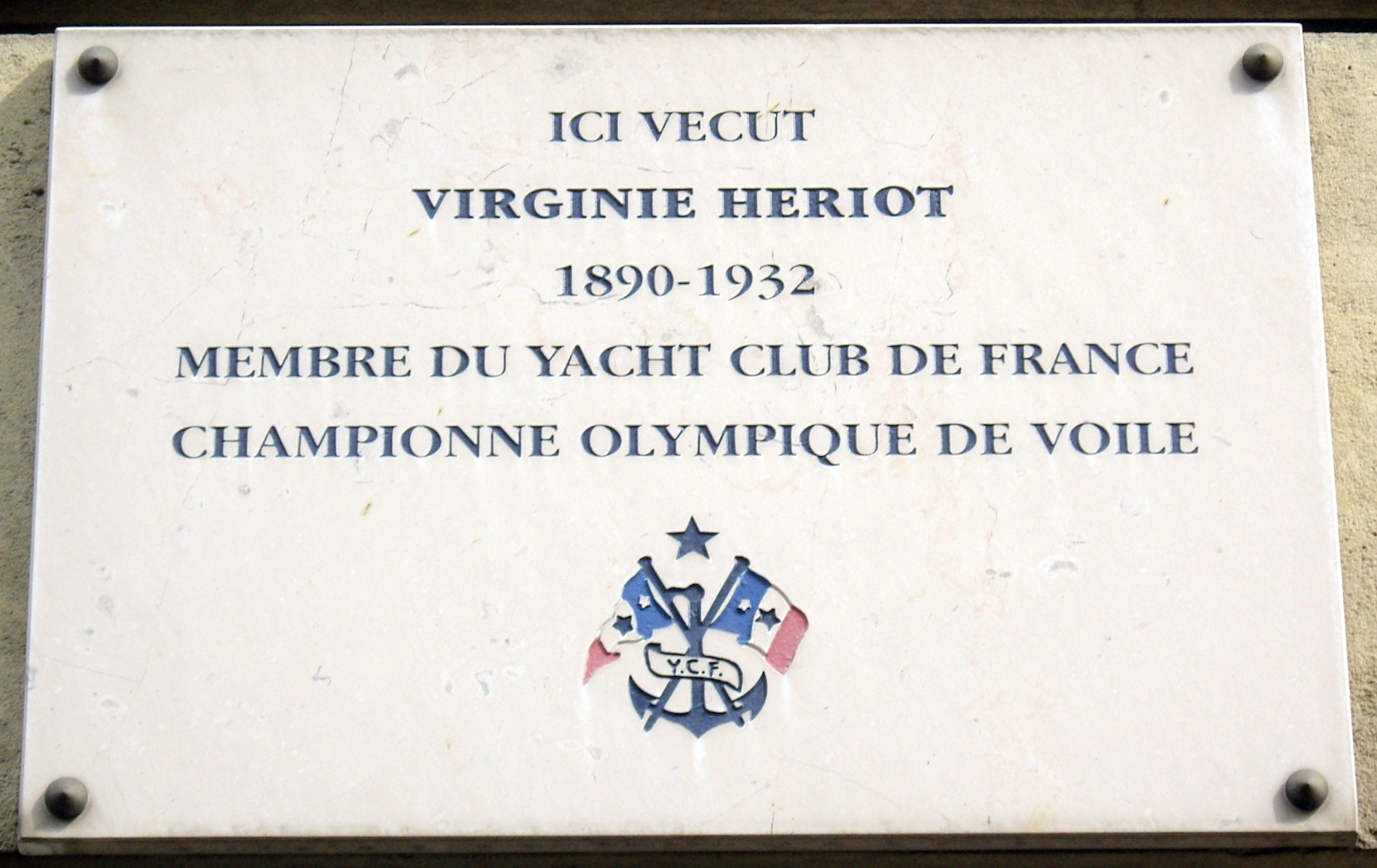
Placa colocada en el domicilio parisino de Virginie Hériot en la calle de Varenne nº54.

## Homenajes y distinciones
- 1928: Caballero de la Legión de Honor.
- 1930: Gran Premio de la Sociedad de Geografía de París por sus conferencias sobre navegación a vela.[13]
- 1932: La promoción de estudiantes de la Escuela Naval lleva su nombre.
- Una calle de Brest lleva su nombre.
- 2024: Exposición «Virginie Hériot, una navegante en la cima del Olimpo», Museo Nacional de la Marina en Port-Louis .[14]